# Bisbat d'Andong
El bisbat d'Andong (coreà: 안동교구; llatí: Dioecesis Andongensis) és una seu de l'Església catòlica a Corea del Sud, sufragània de l'arquebisbat de Daegu.
Al 2020 tenia 51.359 batejats d'un total de 717.858 habitants. Actualment està regida pel bisbe John Chrisostom Kwon Hyok-ju.

## Territori
La diòcesi comprèn les ciutats de Mungyeong, Sangju, Andong, Yeongju i els comtats de Bonghwa, Yeongdeok, Yeongyang, Yecheon, Uljin, Uiseong i Cheongsong a la província de Gyeongsangbuk-do.
La seu episcopal és la ciutat d'Andong, on es troba la catedral de Mokseong-dong
El territori s'estén sobre 10.781 km² i està dividit en 104 parròquies

## Història
La diòcesi va ser erigida el 29 de maig de 1969 amb la butlla Quae in Actibus del papa Pau VI, prenent el territori de l'arquebisbat de Daegu i de la diòcesi de Wonju.

## Cronologia episcopal
- René Marie Albert Dupont, M.E.P. (29 de maig de 1969 - 6 d'octubre de 1990 renuncià)
- Ignatius Pak Sok-hi † (6 d'octubre de 1990 - 4 d'octubre de 2000 mort)
- John Chrisostom Kwon Hyok-ju, des del 16 d'octubre de 2001

## Estadístiques
A finals del 2018, la diòcesi tenia 51.359 batejats sobre una població de 717.858 persones, equivalent al 7,2% del total.
| any  | població | població  | població | sacerdots | sacerdots       | sacerdots       | sacerdots             | diàques | religiosos | religiosos | parroquies |
| ---- | -------- | --------- | -------- | --------- | --------------- | --------------- | --------------------- | ------- | ---------- | ---------- | ---------- |
| any  | batejats | total     | %        | total     | clergat secular | clergat regular | batejats por sacerdot | diàques | homes      | dones      |            |
| 1970 | 27.742   | 1.713.880 | 1,6      | 25        | 7               | 18              | 1.109                 |         | 18         | 32         | 19         |
| 1980 | 30.038   | 1.540.000 | 2,0      | 29        | 16              | 13              | 1.035                 |         | 16         | 50         | 21         |
| 1990 | 39.908   | 1.787.000 | 2,2      | 32        | 24              | 8               | 1.247                 |         | 12         | 93         | 24         |
| 1999 | 42.771   | 915.760   | 4,7      | 46        | 42              | 4               | 929                   |         | 4          | 147        | 29         |
| 2000 | 43.437   | 935.675   | 4,6      | 49        | 48              | 1               | 886                   |         | 1          | 156        | 31         |
| 2001 | 44.350   | 906.573   | 4,9      | 51        | 50              | 1               | 869                   |         | 1          | 157        | 31         |
| 2002 | 44.130   | 889.832   | 5,0      | 51        | 50              | 1               | 865                   |         | 1          | 151        | 31         |
| 2003 | 44.211   | 844.396   | 5,2      | 54        | 53              | 1               | 818                   |         | 1          | 170        | 32         |
| 2004 | 44.666   | 846.476   | 5,3      | 58        | 54              | 4               | 770                   |         | 4          | 171        | 33         |
| 2006 | 45.283   | 785.472   | 5,8      | 63        | 57              | 6               | 718                   |         | 7          | 169        | 35         |
| 2012 | 47.837   | 761.000   | 6,3      | 67        | 63              | 4               | 713                   |         | 6          | 169        | 38         |
| 2015 | 49.487   | 728.959   | 6,8      | 75        | 63              | 12              | 659                   |         | 13         | 168        | 39         |
| 2018 | 51.359   | 717.858   | 7,2      | 79        | 69              | 10              | 650                   |         | 11         | 122        | 104        |